# 오버 (크리켓)
오버(over)는 크리켓에서 볼러가 공을 올바르게 던져서 6회의 투구를 하여 이루어지는 한 세트를 가리키는 용어이다. 오버는 보통 한 명의 볼러에 의해 던져지나, 볼러가 경기 도중 부상을 당하는 경우에 한해 다른 선수가 대신 던질 수 있다.
한 오버가 성립하기 위해서는 볼러가 반드시 올바른 6회의 투구를 해야 하며, 노볼이나 와이드를 범하는 경우는 세지 않는다. 수비팀의 주장은 어느 선수가 볼링을 할 것인지 매 오버마다 정할 수 있다. 한 선수가 두 오버를 연속으로 던지는 것은 금지되어 있다.
한 오버가 끝나면 방향을 반대로 바꾸어 피치의 반대편에서 볼링을 하게 된다. 일반적으로 두 명의 볼러가 번갈아가며 한 오버씩 볼링을 하게 되며, 볼러가 지치거나 구위가 떨어지면 다른 선수가 대신 볼러를 맡게 된다. 이러한 결정 또한 팀의 주장에 의해 내려진다.

## 테스트 크리켓의 투구의 수
1979~80년 이후로 현재까지 모든 테스트 크리켓은 오버마다 6회의 투구로 진행되고 있다. 그러나 테스트 크리켓 오버는 본래 4회의 투구로 진행되었으며, 최대 1979~80년까지 전 세계적으로 그 투구의 수는 다양했다.
오버 당 투구 수
잉글랜드
- 1880 ~ 1888: 4
- 1889 ~ 1899: 5
- 1900 ~ 1938: 6
- 1939 ~ 1945: 8 ("빅토리" 테스트 제외)[2]
- 1946 ~ 현재: 6

오스트레일리아
- 1876/77 ~ 1887/88: 4
- 1891/92 ~ 1920/21: 6
- 1924/25: 8
- 1928/29 ~ 1932/33: 6
- 1936/37 ~ 1978/79: 8
- 1979/80 ~ 현재: 6

남아프리카
- 1888/89: 4
- 1891/92 ~ 1898/99: 5
- 1902/03 ~ 1935/36: 6
- 1938/39 ~ 1957/58: 8
- 1961/62 ~ 현재: 6

뉴질랜드
- 1929/30 ~ 1967/68: 6
- 1968/69 ~ 1978/79: 8
- 1979/80 ~ 현재: 6

파키스탄
- 1954/55 ~ 1972/73: 6
- 1974/75 ~ 1977/78: 8
- 1978/79 ~ 현재: 6

## 참조
1. ↑  Cricket: A History of its Growth and Development throughout the World.  Rowland Bowen.  Eyre & Spottiswoode (1970).  v. Index entry "Overs", p409
2. ↑  Cricket: A History of its Growth and Development throughout the World. Rowland Bowen. Eyre & Spottiswoode (1970). v. Index entry "Overs", p348